# Кабо Сан Лукас
Кабо Сан Лукас (на испански: Cabo San Lucas) е курортен град в щата Южна Долна Калифорния, Мексико. Намира се в най-южната част на щата. Населението му е 68 463 жители, което го прави третият по брой жители град в щата след Ла Пас и Сан Хосе дел Кабо. Основан е през 1917 г. Обслужва се от международно летище Лос Кабос разположено в град Сан Хосе дел Кабо.